# Слободяник Микола Семенович
Слободя́ник Мико́ла Семе́нович (23 січня 1945) — український хімік-неорганік, член-кореспондент НАН України, доктор хімічних наук, декан хімічного факультету Київського національного університету ім. Т. Шевченка (1997—2007 роки), завідувач кафедри неорганічної хімії (з 1998 до 2022 року).

## Біографія
Народився 23 січня 1945 року в селі Шевченкове Черкаської області. У період з 1963 по 1968 рік навчався на хімічному факультеті Київського державного університету ім. Т. Г. Шевченка.
З 1974 року — асистент, з 1977 — доцент, з 1988 року — професор кафедри неорганічної хімії. У 1997 році обраний член-кореспондентом НАН України з неорганічної хімії, в 1998 році — академіком АН Вищої освіти.
Нині читає лекції з неорганічної хімії для студентів першого та другого курсів хімічного факультету, спецкурси «Вибрані розділи з неорганічної хімії», «Хімія розплавлених солей» — для старшокурсників.

## Наукова діяльність
1971 року захистив кандидатську дисертацію за темою «Дослідження розчинності TiO2 і Nb2O5 в розплавних фосфато-галогенідних системах і синтез деяких сполук з утворюваних розчинів». 1986 року отримав ступінь доктора хімічних наук за дисертацію «Направлений синтез подвійних фосфатів».
Розробив фізико-хімічні основи синтезу складних оксидних каркасних сполук з розплавлених сольових систем. Встановив
закономірності кристалоутворення каркасних сполук фосфатного, титанатного, ніобатного, ванадатного типу та змішаних аніонно-оксидних матриць.

## Відзнаки
1988 року став лауреатом премії АН України імені Л. В. Писаржевського за цикл наукових праць по синтезу подвійних фосфатів з розплавлених солей.
2006 року удостоєний звання «Заслужений діяч науки і техніки України».

## Публікації
Опублікував понад 300 наукових статей, автор двох підручників та навчальних посібників. Серед них:
К. Є. Губіна, М. С. Слободяник. Семінарський та лабораторний курс з неорганічної хімії (скорочений конспект) для студентів нехімічних спеціальностей. — К. : Київський національний ун-т ім. Тараса Шевченка, 2007. — 192 с.

Н. В. Улько, К. М. Бойко, В. М. Самойленко. Загальна та неорганічна хімія : практикум: навчальний посібник для студ. хім. і нехім. спец. вищ. навч. закладів / М. С. Слободяник. — К. : Либідь, 2004. — 336 с. — ISBN 966-06-0314-2.

Список публікацій Слободяника М. С. в Google scholar

Профіль Слободяника М. С. в реферативній базі Scopus